# Echinopsis scopulicola
Echinopsis scopulicola ist eine Pflanzenart aus der Gattung Echinopsis in der Familie der Kakteengewächse (Cactaceae). Das Artepitheton scopulicola leitet sich von den lateinischen Worten scopulus für ‚Bergspitze‘, ‚Kliff‘ oder ‚Felsen‘  sowie -cola für ‚bewohnend‘ ab und verweist auf das bevorzugte Habitat der Art.

## Beschreibung
Echinopsis scopulicola wächst strauchig, verzweigt von der Basis aus mit mehreren aufrechten, säuligen Zweigen und erreicht Wuchshöhen von 3 bis 4 Metern. Die zylindrischen Triebe erreichen Durchmesser von 8 bis 10 Zentimeter. Es sind vier bis sechs große und stumpfe Rippen vorhanden, die gehöckert sind. Die auf ihnen befindlichen kreisrunden bis ovalen Areolen sind weiß und stehen 1,5 bis 3 Zentimeter voneinander entfernt. Dornen werden in der Regel nicht ausgebildet. Gelegentlich sind drei bis vier pfriemliche, braune Dornen vorhanden, die eine Länge von bis zu 0,1 Zentimeter aufweisen.
Die trichterförmigen, weißen, duftenden Blüten erscheinen in der Nähe der Triebspitzen und öffnen sich in der Nacht. Sie sind 16 bis 20 Zentimeter lang. Die grünen Früchte erreichen Durchmesser von 4 bis 5 Zentimeter.

## Verbreitung und Systematik
Echinopsis scopulicola ist im bolivianischen Departamento Tarija in der Provinz Burnet O’Connor verbreitet.
Die Erstbeschreibung als Trichocereus scopulicola durch Friedrich Ritter wurde 1966 veröffentlicht. Roy Mottram stellte die Art 1997 in die Gattung Echinopsis.

## Nachweise